# Sietecoros
Sietecoros (oficialmente San Salvador de Setecoros) es una parroquia española del municipio de Valga, perteneciente a la provincia de Pontevedra, en la comunidad autónoma de Galicia.

## Toponimia
El lugar puede aparecer referido como «Sietecoros», «Setecoros», «Siete-Coros», «San Salvador de Siete-Coros» y «San Salvador de Setecoros».

## Historia
Hacia mediados del siglo XIX, el lugar, por entonces referido como una feligresía, tenía contabilizada una población de 585 habitantes. Aparece descrito en el decimocuarto volumen del Diccionario geográfico-estadístico-histórico de España y sus posesiones de Ultramar de Pascual Madoz con las siguientes palabras:

SIETE-COROS (San Salvador): felig. en la prov. de Pontevedra (5 leg.), part. jud. de Caldas de Reyes (1 1/4), dióc. de Santiago (4), ayunt. de Valga: sit. al SE. de la cuesta llamada de la Sinagoga, é inmediaciones de un riach. afluente del Ulla; clima sano. Tiene unas 130 casas en los l. de Casal de Erigo, Cernada, Cerneira, Iglesia, Louro, Margariños, y Regenjo. La igl. parr. (San Salvador) está servida por un cura de entrada y patronato ecl. y real.; hay tambien una ermita dedicada á Ntra. Sra. de la Salud. Confina con las parr. de Janza, Carracedo y Dimo. El terreno es de buena calidad; le baña el indicado riach. que nace en las faldas setentrionales del monte Giabre y va hácia el N. para desaguar en el Ulla. prod.: maiz, centeno, trigo, vino, maderas, leña y pastos; se cria ganado vacuno, lanar y cabrio; caza de perdices, conejos y liebres; pesca de truchas. ind.: la agrícola, y molinos harineros. pobl.: 133 vecinos, 585 alm. contr.: con su ayunt. (V.).
(Madoz, 1849, p. 387)

En 2022, tenía empadronados 687 habitantes.

## Patrimonio
Hay en la parroquia una iglesia de San Salvador.